# کریستوف گنو
کریستوف گنو (فرانسوی: Christophe Guénot‎؛ زادهٔ ۷ ژانویه ۱۹۷۹) کشتی‌گیر اهل فرانسه بود.
وی در مسابقات کشوری و بین‌المللی در مجموع برندهٔ ۱ مدال نقره، ۲ مدال برنز شده‌است.